# 刘斐章
刘斐章（1908年—2006年），男，字燏昌，贵州兴义人，中国戏剧家，中国戏剧家协会理事，湖南省政协原常务委员。